# Dead or Alive Xtreme 3
Dead or Alive Xtreme 3 (デッド オア アライブ エクストリーム3?, Deddo oa Araibu Ekusutorīmu Surī) è un videogioco di simulazione del 2016, sviluppato da Team Ninja e pubblicato da Koei Tecmo per PlayStation 4 e PlayStation Vita. Si tratta del terzo capitolo della serie Dead or Alive Xtreme, spin-off di Dead or Alive. È stato distribuito a partire dal 24 marzo 2016 in esclusiva per il mercato giapponese ed asiatico, ma anche in un'edizione sottotitolata in inglese compatibile con le console occidentali.

## Sviluppo
Il videogioco è stato annunciato con il titolo provvisorio Dead or Alive Xtreme 3 al Dead or Alive Festival, evento organizzato dalla Koei Tecmo dedicato alla serie, tenutosi il 1º agosto 2015 a Tokyo.
In un'intervista del settimanale Famitsū, Yōsuke Hayashi ha rivelato che sono in sviluppo due versioni, una per PlayStation 4 e una per PlayStation Vita, indicando inoltre che la distribuzione è programmata esclusivamente per il mercato giapponese e quello asiatico. In seguito ha aggiunto che nel caso ci sia una richiesta sostanziale da parte del mercato occidentale, si potrebbe pensare ad una distribuzione mondiale.
Le due versioni presentano delle differenze a livello di sviluppo in base alla console: per PlayStation 4 sarà implementato il Soft Engine 2.0, aggiornamento del motore grafico Soft Engine utilizzato per le versioni next-gen di Dead or Alive 5 Last Round; per PlayStation Vita è invece in programma il Soft Engine Lite, una versione specifica che sfrutterà inoltre il touch screen e il giroscopio. Inoltre la versione per PlayStation 4 sarà compatibile con PlayStation VR.
I personaggi del gioco saranno solamente 9, scelti dai 15 personaggi femminili di Dead or Alive 5 Last Round (esclusi i personaggi da Virtua Fighter, Phase 4 e Alpha-152). La scelta di limitare il numero dei personaggi è basata sulla volontà di concentrarsi sulle interazioni tra i personaggi, e non sono in programma personaggi DLC. I nove personaggi sono scelti in base ad un concorso per gli utenti giapponesi del PlayStation Network, che possono scaricare i temi delle quindici ragazze per PS4 e PS Vita a partire dal 20 agosto 2015; i nove temi più scaricati decreteranno le protagoniste di DOAX3. Il concorso si è concluso il 10 settembre e i risultati sono stati rivelato il 18 settembre al Tokyo Game Show 2015.

## Personaggi
I nove personaggi giocabili sono i seguenti:
- Ayane
- Helena
- Hitomi
- Honoka
- Kasumi
- Kokoro
- Marie Rose
- Momiji
- Nyotengu

## Distribuzione
Dead or Alive Xtreme 3 sarà distribuito esclusivamente sul mercato asiatico, anche se inizialmente il produttore Hayashi aveva parlato di una possibile "versione modificata" per l'Occidente nel caso ci fosse abbastanza richiesta. Il 24 novembre 2015 il Team Ninja ha dichiarato che non ci sarà nessuna versione occidentale, ma solamente una versione giapponese e una versione asiatica che comprende testi e sottotitoli in inglese, cinese e giapponese.